# بنتون ماكاي
بنتون ماكاي ولد في (مارس 1879 -11 ديسمبر 1975)، كان خبير غابات ومخططًا ومناصرًا للمحافظة على البيئة الأمريكية. ولد في ستامفورد، كونيتيكت. كان والده الممثل والمسرحي ستيل ماكاي. بعد دراسة الغابات في جامعة هارفرد (بكالوريوس، 1900)؛ ماجستير في علم الغابات، 1905، قام بنتون بالتدريس هناك لعدة سنوات. انضم إلى عدد من المكاتب والوكالات الاتحادية، بما في ذلك دائرة الغابات الأمريكية، وهيئة وادي تينيسي، ووزارة العمل الأمريكية؛ وكان أيضاً عضواً في التحالف التقني حيث شارك في الدراسة الاستقصائية للطاقة في أمريكا الشمالية.     ساعد ماكاي في تطوير فكرة الحفاظ على الأراضي لأغراض الترفيه والحفظ، وكان مدافعًا قويًا للموازنة بين احتياجات الإنسان واحتياجات الطبيعة؛ صاغ مصطلح «الجيوتقنيات» لوصف هذه الفلسفة. بالإضافة إلى كتابة الحجة الأولى ضد الزحف العمراني، قام ماكاي أيضًا بتأليف كتابين، الاستكشاف الجديد: فلسفة التخطيط الإقليمي والبعثة التاسعة: العودة إلى المنطقة. نُشر ثلاثة عشر من مقالاته في مجموعة من الجغرافيا إلى الجيوتقنيات. وهو أحد مؤسسي جمعية الحياة البرية، ويشتهر بأنه مؤسس مسار الأبلاش (AT)، وهي فكرة قدمها في مقالته عام 1921 بعنوان مسار الأبلاش: مشروع في التخطيط الإقليمي. سُمي مسار بنتون ماكاي، الذي تتزامن بعض أجزائه مع مسار الأبلاش، باسمه.

## النشأة لبنتون ماكاي
وُلد إميل بنتون ماكاي في ستامفورد، كونيتيكت في 6 آذار/مارس 1879 للممثل والمسرحي جيمس ستيل ماكاي وزوجته ماري. وهو السادس من بين سبعة أبناء (وآخر ابن) للزوجين. إخوته هم آرثر لورينغ ماكاي (1863-1939)، هارولد (هال) ستيل (1866-1928)، ويليام بيسون (1868-1889جيمس (جيمي) ميدبيري (1872-1935)، بيرسي (1875-1956)، وهيزل (1880-1944). اشتق اسم بنتون من جدته، إميلي بنتون ستيل. عانت الأسرة في كثير من الأحيان مشاكل مالية بسبب العديد من المشاريع التجارية الفاشلة للبطرايك، على الرغم من أن منزل ستامفورد الذي ولد فيه بنتون والذي عاشت فيه العائلة منذ عام 1875 كان مريحًا، إلا أنه في أواخر عام 1879 بدأت العائلة سلسلة من التحركات المستمرة بسبب نقص الأموال. عاشوا في مزارع ومنازل في براتلبورو، فيرمونت؛ نورتون، ماساتشوستس؛ مونت فيرنون، نيويورك؛ وريدجفيلد، كونيتيكت، قبل الانتقال إلى مدينة نيويورك في عام 1885.
ولكي تنجو العائلة من صخب حياة المدينة، زارت مركز شيرلي، ماساتشوستس، وهي قرية هادئة تبعد ٣٠ ميلاً عن بوسطن، واستمر بنتون في زيارتها حتى وفاته. في عام 1888، اشترى شقيقه ويليام عقارًا في شيرلي كانت العائلة ستطلق عليه اسم "الكوخ". وعلى الفور، أُعجب بنتون البالغ من العمر ثماني سنوات بجمال وحرية البلد، معلنًا أنه يتمتع بها أكثر بكثير من العيش في المناطق الحضرية. وبعد فترة وجيزة من وفاة ويليام بسبب مرض تنفسي مفاجئ في عام 1889، انتقلت الأسرة إلى واشنطن العاصمة. وقد وصف الطالب اللامبالي، ماكاي، المدرسة بأنها "مكان يحب الفتيان الهروب منه"  إلى دراسة العالم الطبيعي، وكثيرًا ما سعى وراء المعرفة من تلقاء نفسه؛ قضى الكثير من الوقت في معهد سميثسونيان، ورسم رسومات للمجموعات الوفيرة وتطوع لمساعدة العلماء في مختبراتهم. وقد أصبح صديقًا والمساعد الأمين لـ جيمس بنديكت، وحضر محاضرات ألقاها بطل الحرب الأهلية جون ويسلي باول ومستكشف القطب الشمالي روبرت بيري. ساعده انغماسه المبكر في الطبيعة على التغلب على المأساة التي أصابت في نهاية المطاف عائلة ماكاي؛ مات ستيل الغائب في أوائل سنة ١٨٩٤ عندما كان بنتون في الرابعة عشرة من عمره. في أثناء حضوره المدرسة الثانوية في كامبريدج، ماساتشوستس، بدأ رسم المناظر الطبيعية حول مركز شيرلي، وتوثيق النباتات، والتضاريس، والأنهار، والطرق في دفاتر ملاحظات مرقمة. لويس مامفورد، وهو صديق مقرب لماكاي وكاتبه المستقبلي، كتب أن "هذا التعليم المباشر من خلال الحواس والمشاعر، مع ملاحظته المتأنية للطبيعة في كل مكان -بما في ذلك الحيوان البشري - قد غذى ماكاي طوال حياته.